# Rodovias des Paraná-Integrationsrings
Der Paraná-Integrationsring besteht aus einem 2.493 km langen Netz von Rodovias. Der Ring ist in sechs miteinander verbundene Lose unterteilt. Die einzelnen Teilstücke werden von Privatgesellschaften verwaltet und durch die Erhebung von Mautgebühren unterhalten. Sie bilden ein Polygon, das die Städte Curitiba, Ponta Grossa, Guarapuava, Cascavel, Foz do Iguaçu, Campo Mourão, Maringá, Paranavaí, Londrina und Paranaguá im Bundesstaat Paraná miteinander verbindet.

## Geschichte
Das Gesetz Nr. 9.277 vom 5. Oktober 1996 des damaligen Präsidenten der Republik Fernando Henrique Cardoso ermächtigte die Union, Bundesstraßen an die Einzelstaaten zu übertragen. Der Zustand des Straßennetzes von Paraná war schlecht, sowohl der Bundes- als auch der Staatsstraßen. Die Ressourcen für Instandsetzung und mehrspurigen Ausbauwaren knapp. Es war dringend notwendig, Straßen in einem Zustand zu haben, der das wirtschaftliche Entwicklungsprogramm des Staates fördert. Aus diesen Gründen sah die Regierung von Paraná als einzige Alternative die Konzessionierung an Private, um die Straßeninfrastruktur von Paraná wiederherzustellen.
So wurden 1996 in Curitiba und Städten im Landesinneren sechs öffentliche Anhörungen abgehalten. Anschließend wurde die öffentliche Ausschreibung eröffnet, zu der sich etwa 80 Firmen präsentierten: 60 mit technischen und nur 30 mit kommerziellen Vorschlägen.
Im November 1997 unterzeichneten die Regierung Jaime Lerner  und die sechs siegreichen Unternehmen die 24-jährigen Straßenkonzessionsverträge. So wurde der Paraná-Integrationsring geboren. Paraná nahm daraufhin am Autobahnkonzessionsprogramms der Bundesregierung teil, die die Richtlinien für den Prozess vorgibt und über das Verkehrsministerium und das DNER an der Unterzeichnung der Verträge zwischen den Regierungen der Bundesstaaten und den Konzessionären beteiligt ist.

## Der Straßenring
Der Ring besteht aus etwa 2.500 km Rodovias (2.200 km Hauptverkehrsstraßen und 300 km Zubringerstraßen). Er ist  in sechs Lose unterteilt, die von den folgenden Konzessionären verwaltet werden (in Klammern die Farbe des Loses des jeweiligen Konzessionärs im nebenstehenden Bild):
| Los | km    | Angeschlossene Städte                             | Betreibergesellschaft | Farbe auf Karte |
| 1   | 313   | Londrina, Ourinhos (SP), Santo Antônio da Platina | Econorte              | grün            |
| 2   | 484   | Londrina, Maringá, Paranavaí, Cascavel            | Viapar                | hellblau        |
| 3   | 387   | Cascavel, Foz do Iguaçu, Guarapuava               | Ecocataratas          | rosa            |
| 4   | 389   | Guarapuava, Ponta Grossa, Curitiba                | Caminhos do Paraná    | grau            |
| 5   | 488   | Curitiba, Ponta Grossa, Londrina                  | CCRRodoNorte          | gelb            |
| 6   | 137   | Curitiba, Paranaguá                               | Ecovia                | hellviolett     |
|     | 2.198 |                                                   |                       |                 |

## Instandsetzungsarbeiten
Sechs Monate vor dem Start der Mauterhebung begannen die Unternehmen mit den Sanierungsarbeiten an der Fahrbahn. Dies umfasste Wiederherstellung der Fahrbahn, Reinigung der Fahrspuren und Standstreifen, Jäten und Mähen der Mittelstreifen und der Straßenränder, Wiederherstellung der Entwässerungssysteme, Wiederherstellung von Durchlässen und Rinnen sowie Wiederherstellung der Fahrbahnmarkierungen und der Beschilderung. Hinzu kamen der Bau der Tankstellen und der Mautstellen, deren Anzahl und Lage von der Staatsregierung in der Ausschreibung vorgegeben wurden.

## Mautgebühr
Die Tarifbeträge wurden von der Regierung als Bewilligungsbehörde in den Ausschreibungsbekanntmachungen auf der Grundlage von Studien festgelegt. Diese wurden durchgeführt, um die Investitionen zusammen mit den Kosten für Wiederherstellungsarbeiten, mehrstreifigen Ausbau und andere Verbesserungen, Implementierung von Diensten zusätzlich zu den Verwaltungsausgaben und den Ausgaben für die 24-Stunden-Bereitstellung von Pannen- und Rettungsdiensten zu decken.